# Fabio Testi
Fabio Testi (Peschiera del Garda, 2 agosto 1941) è un attore italiano.

## Biografia
Nel 1964 prende parte alla campagna pubblicitaria Durban's, recitando in un Carosello come testimonial. Nel 1966 lavora come controfigura per Il buono, il brutto, il cattivo, film di Sergio Leone. Nel 1967 è in una seconda campagna pubblicitaria su Carosello, stavolta per la Coca-Cola, in cui recita assieme a Laura Antonelli. La prima parte attoriale arriva nel 1968, dove partecipa alla produzione di C'era una volta il west, sempre di Leone, ma la sua interpretazione viene tagliata in post-produzione in quanto giudicata non ottimale con il resto del cast. Gli verrà affidato, essendo comunque sotto contratto, un ruolo di secondo piano.
Nel 1970 Testi recita ne Il giardino dei Finzi Contini, per la regia di Vittorio De Sica. Il film otterrà un Oscar come miglior film straniero. Nel 1971 è protagonista del film di Giuseppe Patroni Griffi Addio fratello crudele, con Charlotte Rampling. L'anno dopo recita nel film Camorra, con la regia di Pasquale Squitieri, che lo dirigerà anche nel 1974 ne I guappi, dove è protagonista insieme a Claudia Cardinale e Franco Nero.
Nel 1975 arriva il primo grande successo all'estero, dove è co-protagonista de L'importante è amare, del regista polacco Andrzej Żuławski, al fianco di Romy Schneider, che per questo film vincerà il premio César. 
Tonino Valerii lo vuole nel film poliziesco Vai gorilla (1975), dove recita accanto a Renzo Palmer, Al Lettieri e un giovane Saverio Marconi.
Lavora anche in diversi film western, tra cui nel controverso I quattro dell'apocalisse (1975), regia di Lucio Fulci, con Tomas Milian. Un film con alcune scene di crudeltà, tanto da essere stato vietato ai minori, cosa rara nei film di questo genere.
Nel 1984 è stato interprete del singolo Palma de Majorca/L'artista, pubblicato dalla CGD. Al cinema partecipa al film Io e il duce (1985), regia di Alberto Negrin, con Susan Sarandon e Anthony Hopkins. 
Nel 1996 viene chiamato a sostituire Philippe Leroy nel ruolo di Yanez de Gomera in Il ritorno di Sandokan, per Mediaset, in una produzione italo-tedesca con la regia di Enzo G. Castellari. Pur avendo, Testi, una gradevole voce, la produzione decide di doppiarlo con Romano Malaspina (È un po' il destino di molti attori italiani della sua generazione, da Giuliano Gemma a Terence Hill a Maurizio Merli).
Partecipa come concorrente al programma televisivo L'isola dei famosi (2003), venendo eliminato nel corso della quarta puntata; l'anno successivo è al reality show spagnolo Gran Hermano VIP, in onda su Telecinco. Nel 2006 recita in alcune puntate della soap opera di Rai Uno, Sottocasa. 
Nel 2007 partecipa come candidato sindaco alle elezioni amministrative di Verona, per i Cattolici Liberali Cristiani, riportando lo 0,47% delle preferenze, per un totale di 715 voti.
Nel 2009 è tra i protagonisti della miniserie TV di Mediaset Il falco e la colomba, per la regia di Giorgio Serafini, con Enrico Lo Verso e Anna Galiena. Nello stesso anno partecipa alle elezioni politiche, in lizza per Forza Italia, senza risultare eletto.
Nel 2010 ha una piccola parte nel film statunitense Letters to Juliet, ed è anche nel cast di Road to Nowhere di Monte Hellman. Lo stesso anno è nel film TV di Canale 5 Colpo di fulmine, per la regia di Roberto Malenotti, con Lola Ponce e Roberto Farnesi. Sempre con Roberto Farnesi fa parte anche della serie TV di Canale 5 Al di là del lago, del 2011. Nello stesso anno affianca Virna Lisi nella miniserie La donna che ritorna.
Nel 2020 partecipa come concorrente al reality del Grande Fratello VIP, in onda su Canale 5, dove arriva alla 11ª settimana, venendo poi eliminato.

## Vita privata
Nel corso degli anni settanta si lega sentimentalmente alle attrici Jean Seberg, Ursula Andress, Anita Ekberg e Charlotte Rampling. Queste relazioni porteranno una certa popolarità anche all'estero al giovane Testi. Nel 1979 sposa la stilista spagnola Lola Navarro, che gli dà tre figli: Fabio, Thomas e Trini. Nei primi anni novanta ha una relazione con l'attrice Brooke Shields.
Il 3 gennaio 2015 si sposa per la seconda volta, a Capri, con rito civile, con la gallerista Antonella Liguori.
Ha avuto una relazione sentimentale per tre anni con l'attrice Edwige Fenech, che gli ha attribuito la paternità di un figlio, per poi successivamente smentirla più volte, senza però rivelare l'identità del padre.
Si professa cattolico.

## Filmografia parziale

### Cinema
- Straniero... fatti il segno della croce!, regia di Demofilo Fidani (1968)
- I due crociati, regia di Giuseppe Orlandini (1968)
- Giurò... e li uccise ad uno ad uno... Piluk il timido, regia di Guido Celano (1968)
- Ed ora... raccomanda l'anima a Dio!, regia di Demofilo Fidani (1968)
- C'era una volta il West, regia di Sergio Leone (1968)
- Zingara, regia di Mariano Laurenti (1969)
- Quella dannata pattuglia, regia di Roberto Bianchi Montero (1969)
- E continuavano a chiamarlo figlio di..., regia di Rafael Romero Marchent (1969)
- Un posto all'inferno, regia di Giuseppe Vari (1969)
- La morte bussa due volte (Blonde Köder für den Mörder), regia di Harald Philipp (1969)
- Quel maledetto giorno d'inverno... Django e Sartana... all'ultimo sangue!, regia di Demofilo Fidani (1970)
- Il giardino dei Finzi Contini, regia di Vittorio De Sica (1970)
- Anda muchacho, spara!, regia di Aldo Florio (1971)
- Addio fratello crudele, regia di Giuseppe Patroni Griffi (1971)
- Il commissario Le Guen e il caso Gassot (Le Tueur), regia di Denys de La Patellière (1972)
- Cosa avete fatto a Solange?, regia di Massimo Dallamano (1972)
- Camorra, regia di Pasquale Squitieri (1972)
- Un amore così fragile così violento, regia di Leros Pittoni (1973)
- L'ultima chance, regia di Maurizio Lucidi (1973)
- Revolver, regia di Sergio Sollima (1973)
- I guappi, regia di Pasquale Squitieri (1974)
- Sterminate gruppo Zero (Nada), regia di Claude Chabrol (1974)
- Dieci bianchi uccisi da un piccolo indiano, regia di Gianfranco Baldanello (1974)
- Giubbe rosse, regia di Joe D'Amato (1975)
- L'importante è amare, regia di Andrzej Zulawski (1975)
- I quattro dell'apocalisse, regia di Lucio Fulci (1975)
- Vai gorilla, regia di Tonino Valerii (1976)
- Il grande racket, regia di Enzo G. Castellari (1976)
- L'eredità Ferramonti, regia di Mauro Bolognini (1976)
- La via della droga, regia di Enzo G. Castellari (1977)
- Manaos, regia di Alberto Vázquez-Figueroa (1978)
- Amore, piombo e furore, regia di Monte Hellman e Tony Brandt (1978)
- A chi tocca, tocca...!, regia di Gianfranco Baldanello e Menahem Golan (1978)
- Enigma rosso, regia di Alberto Negrin (1978)
- Speed Cross, regia di Stelvio Massi (1980)
- Speed Driver, regia di Stelvio Massi (1980)
- La mano negra, regia di Fernando Colomo (1980)
- S.H.E. - La volpe, il lupo, l'oca selvaggia (S.H.E: Security Hazards Expert), regia di Robert Michael Lewis (1980)
- Luca il contrabbandiere, regia di Lucio Fulci (1980)
- Il carabiniere, regia di Silvio Amadio (1981)
- Il falco e la colomba, regia di Fabrizio Lori (1981)
- Giochi d'estate, regia di Bruno Cortini (1984)
- I guerrieri del vento, regia di J. Lee Thompson (1984)
- Scemo di guerra, regia di Dino Risi (1985)
- Adiós pequeña, regia di Imanol Uribe (1986)
- Iguana, regia di Monte Hellman (1988)
- Cacciatori di navi, regia di Folco Quilici (1990)
- El sueño de Tánger, regia di Ricardo Franco (1991)
- Delitto passionale, regia di Flavio Mogherini (1994)
- Il burattinaio, regia di Ninì Grassia (1994)
- Ragazzi della notte, regia di Jerry Calà (1995)
- Annaré, regia di Ninì Grassia (1998)
- Vento di primavera - Innamorarsi a Monopoli, regia di Franco Salvia (2000)
- Sotto il cielo, regia di Angelo Antonucci (2001)
- Inseguito, regia di Luca Guardabascio (2002)
- Torrente 3: El protector, regia di Santiago Segura (2005)
- La conjura de El Escorial, regia di Antonio del Real (2008)
- Letters to Juliet, regia di Gary Winick (2010)
- Road to Nowhere, regia di Monte Hellman (2010)
- King of the Sands, regia di Najdat Esmail Anzur (2013)
- Il tempo delle mimose, regia di Marco Bracco (2013)
- I Paranoidi, regia di Matteo Mercanti e Camillo Brena – cortometraggio (2015)
- Curse of the Blind Dead, regia di Raffaele Picchio (2020)
- 800 Giorni, regia di Dennis Dellai (2023)

### Televisione
- Skipper, regia di Roberto Malenotti – miniserie TV (1984)
- Io e il duce, regia di Alberto Negrin – docu-drama (1985)
- Deceptions, regia di Robert Chenault e Melville Shavelson (1985)
- I figli dell'ispettore, regia di Aldo Lado (1986)
- Se un giorno busserai alla mia porta, regia di Luigi Perelli – miniserie TV (1986)
- Top Kids, regia di Michael Pfleghar (1987)
- Sei delitti per padre Brown, regia di Vittorio De Sisti – sceneggiato televisivo (1988)
- Il colpo, regia di Sauro Scavolini (1989)
- Disperatamente Giulia, regia di Enrico Maria Salerno – miniserie TV (1989)
- Il gorilla, regia di Denys Granier-Deferre, episodio Le gorille chez les Mandingues (1990)
- Manuela, regia di Carlos Escalada e Rodolfo Hoppe – telenovela (1991-1992)
- Micaela, regia di Rodolfo Hoppe – telenovela (1992-1993)
- Solo per dirti addio, regia di Sergio Sollima (1992)
- Piazza di Spagna – serie TV (1992)
- Gioco perverso, regia di Italo Moscati – film TV (1993)
- Due vite, un destino, regia di Romolo Guerrieri – miniserie TV (1993)
- Flash - Der Fotoreporter, registi vari – miniserie TV, episodio Gift für die Welt (1993)
- La dottoressa Giò – serie TV (1995-1998)
- Il ritorno di Sandokan, regia di Enzo G. Castellari – sceneggiato televisivo (1996)
- Deserto di fuoco, regia di Enzo G. Castellari – miniserie TV (1997)
- Tre stelle, regia di Pier Francesco Pingitore – miniserie TV (1999)
- Don Matteo – serie TV, episodio 3x07 (2002)
- Suherio, regia di Giuseppe La Rosa (2004)
- Sottocasa, registi vari – soap opera (2006)
- Mi último verano con Marián, regia di Vicent Monsonís (2007)
- Herederos, registi vari (2007-2008)
- Il falco e la colomba, regia di Giorgio Serafini – miniserie TV (2009)
- Colpo di fulmine, regia di Roberto Malenotti – film TV (2010)
- La donna che ritorna, regia di Gianni Lepre – miniserie TV (2011)
- Al di là del lago – serie TV, 10 episodi (2010-2011)
- Il sogno di Valentina (Very Valentine), regia di Menhaj Huda – film TV (2019)
- Jimmy Boy, regia di Jack Queralt – miniserie TV (2022) - partecipazione presunta

## Programmi televisivi
- La notte della bellezza (1992) – conduttore
- L'isola dei famosi (2003) – concorrente
- Gran Hermano VIP (2004) – concorrente
- Ciao Darwin (2010) – capo squadra
- Grande Fratello VIP (2020) – concorrente

## Discografia

### Singoli
- 1984 – Palma de Majorca/L'artista (CGD)

## Riconoscimenti
- Globo d'oro
  - 1971 – Miglior attore rivelazione per Il giardino dei Finzi Contini

## Doppiatori italiani
- Michele Kalamera in Zingara, E continuavano a chiamarlo figlio di..., Anda muchacho, spara!, Dieci bianchi uccisi da un piccolo indiano, Giubbe rosse, I quattro dell'apocalisse, Amore, piombo e furore, Speed Cross
- Pino Colizzi in Camorra, Revolver, L'importante è amare, A chi tocca, tocca...!, Luca il contrabbandiere, Il falco e la colomba (film), Io e il duce, Cacciatori di navi
- Romano Malaspina in L'ultima chance, Manaos, Il ritorno di Sandokan, Deserto di fuoco
- Gino La Monica in La via della droga, Delitto passionale, Il burattinaio, La dottoressa Giò
- Michele Gammino in Speed Driver, Disperatamente Giulia, Micaela, Due vite, un destino
- Pino Locchi in La morte bussa due volte, Vai gorilla, Il grande racket
- Corrado Pani in Addio fratello crudele, L'eredità Ferramonti
- Massimo Foschi in Straniero... fatti il segno della croce!
- Stefano Satta Flores in Quel maledetto giorno d'inverno... Django e Sartana... all'ultimo sangue!
- Adalberto Maria Merli in Il giardino dei Finzi Contini
- Pierangelo Civera in Il commissario Le Guen e il caso Gassot
- Cesare Barbetti in Cosa avete fatto a Solange?
- Giuseppe Rinaldi in I guappi
- Luciano Melani in Enigma rosso
- Carlo Giuffré in Il carabiniere
- Rodolfo Bianchi in Scemo di guerra
- Renzo Stacchi in Piazza di Spagna
- Paolo Marchese in Il falco e la colomba (serie televisiva)
- Dario Penne in Colpo di fulmine